# باد زوندن-الندورف
شهر باد زوندن-الندورف (Bad Sooden-Allendorf) در ایالت هسن در کشور آلمان واقع شده است.